# 泰肥铁路
泰肥铁路是在山东省泰安市境内的一段铁路。整体位置位于泰安市区西部和肥城市辖区北部，由京沪铁路济南局泰山站（前称泰安站）西北端出岔西行，经过天平、道郎、鱼池、肥城、穆庄、陶阳6站达肥城煤矿区的湖屯站终止，全长49.458公里，是单线铁路。

## 线路概况

### 地形
全线位于泰山脚下，东高西低，由泰安市境内的丘陵区渐降为肥城县境内的平原地带。

### 运力
肥城、穆庄和湖屯三站发送煤炭占货物发送总量的96％（1985年数据）；线路还担负肥城、东平、平阴县和石横发电厂等企业的物资到发和旅客运输任务。

## 线路建设
1958年，山东省人民委员会根据泰安市下的肥城煤矿区全部投产后可达年产1,260万吨的情况，向铁道部提出修建铁路的要求，经部报国家计委批准，铁道部于1960年3月4日正式下达了设计任务书。三年调整期间，泰肥铁路建成通车，属于济南铁路局济南机务段。

## 线路改造
1989年全线路更换DF4B-0290型号内燃机车。2004年，受到山东省公路运输快速发展的影响，泰肥铁路客运业务被取消。2006年，泰肥铁路所属的济南机务段泰安折反段开始更换泰肥线机车，由東風4B型柴油機車更换为东风4C型客货通用机车先期的东风4C型柴油机车。
2007年，计划开工的泰聊铁路计划推延。2009年4月，全国铁路调图，泰肥铁路机车交路及原济南车间东风4C型机车移交济南机务段兖州车间。济南车间原东风4B型机车货运任务由兖州东风4C型机车接替，届时泰肥铁路机车全部为东风4C。至此，济南机务段济南车间机车在肥城服务46年。
2011年10月15日，泰安市城市综合交通规划专家论证会在建设大厦举行，依据中国城市规划设计研究院编制的《泰安市城市综合交通规划》，提出利用泰肥货运铁路剩余运力，开行城际客车至肥城和聊城。2012年，泰聊铁路将开工建设，泰肥铁路将得到升级改造並恢复客运业务。

## 沿途车站
泰山站 - 天平店站（仅客运） - 道郎站（乘降所） - 鱼池庄站 - 肥城站 - 穆庄站 - 陶阳站（乘降所） - 湖屯站